# الجبيل (المغرب)
الجبيل هي بلدة مغربية تقع شرق مدينة مراكش وتبعد عنها ب 100 كلم. المدينة تنتمي لإقليم قلعة السراغنة وتضم 10.852 نسمة (إحصاء 2004).